# Irmscher
 (juin 2014).
Si vous disposez d'ouvrages ou d'articles de référence ou si vous connaissez des sites web de qualité traitant du thème abordé ici, merci de compléter l'article en donnant les références utiles à sa vérifiabilité et en les liant à la section « Notes et références ».

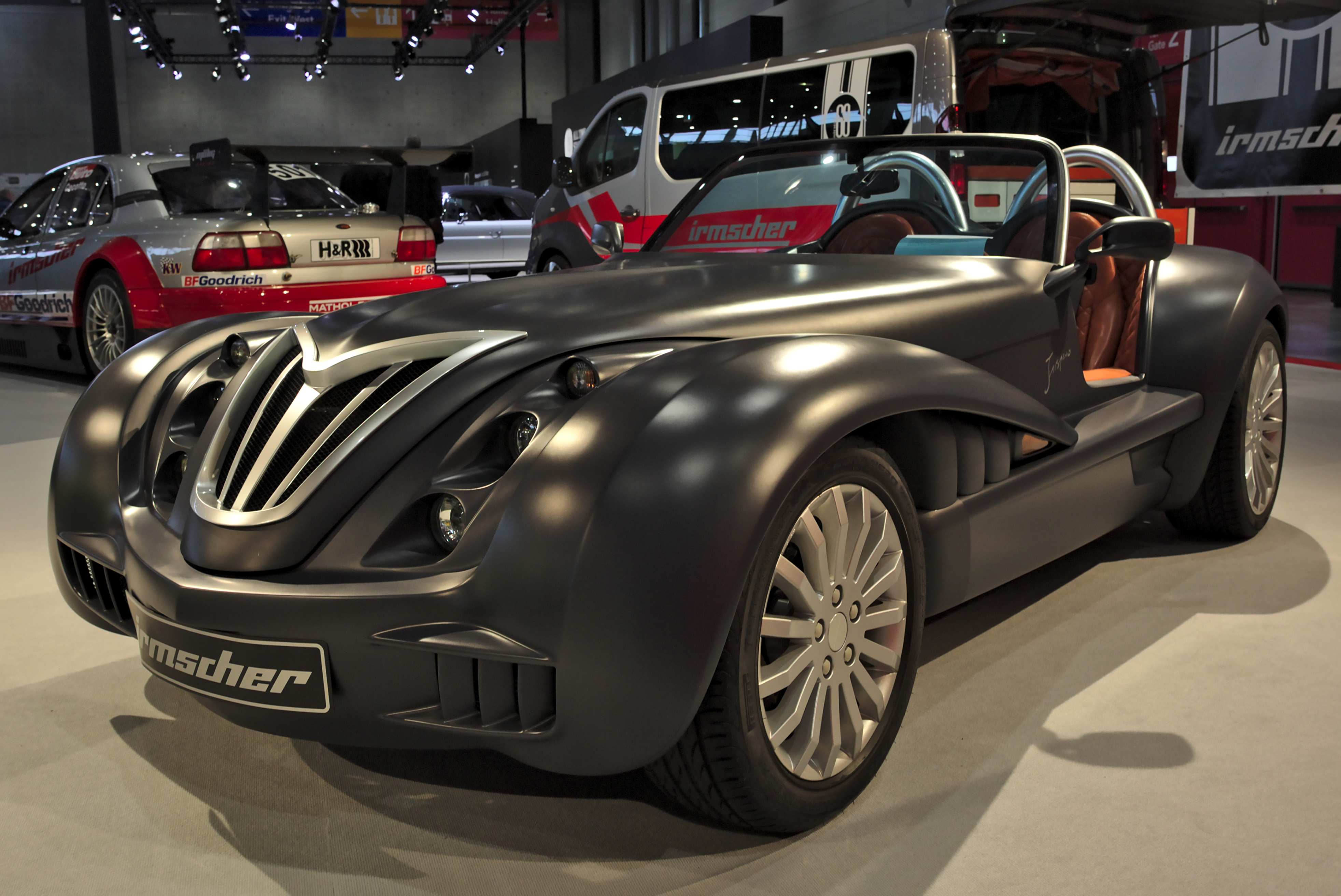
Irmscher Inspiro

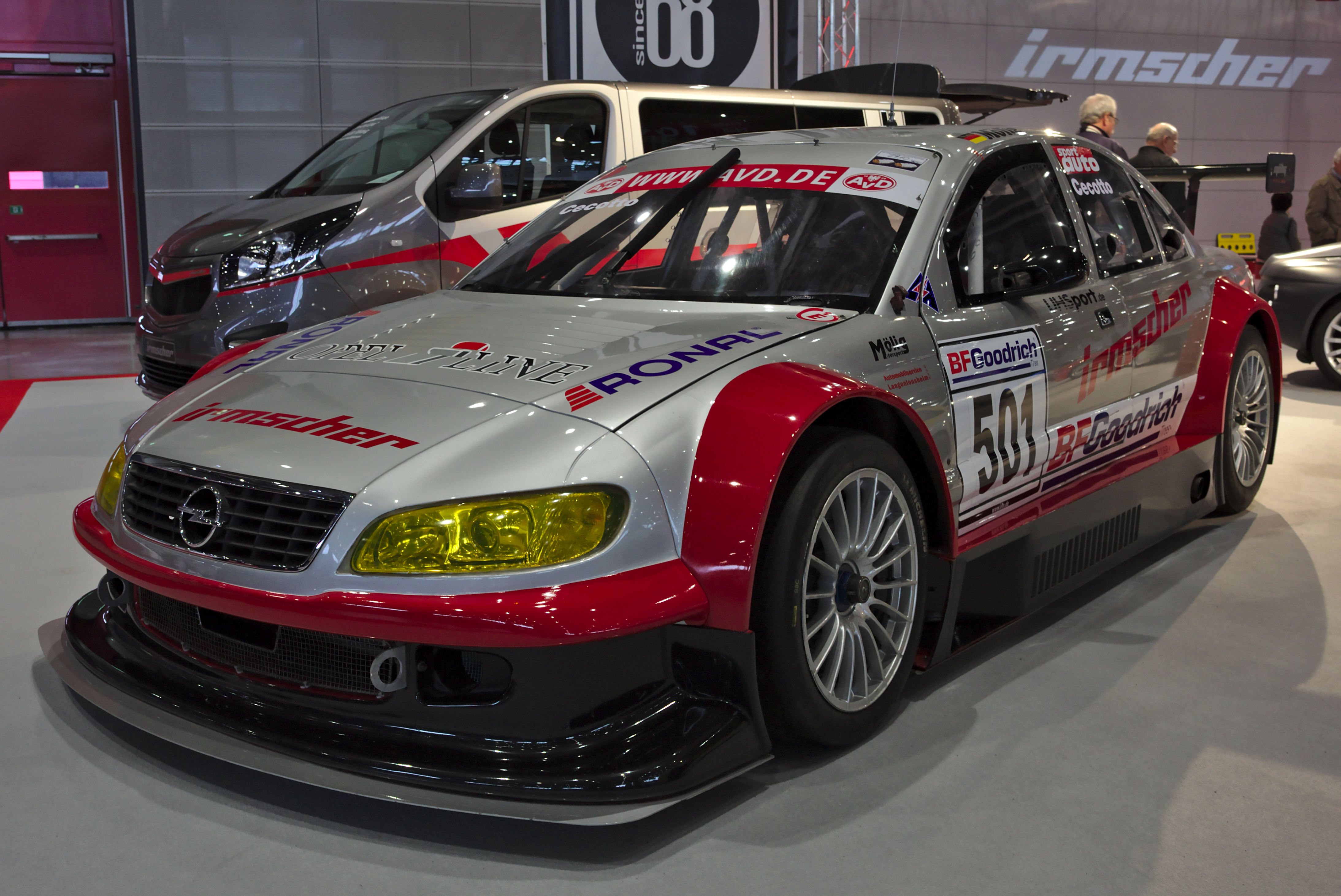
Irmscher Omega V8 Star

Irmscher est un préparateur automobile allemand spécialisé dans la préparation des modèles du groupe General Motors :Cadillac, Chevrolet. Depuis quelques années il a fait des exceptions avec une ligne RC Line pour Peugeot, sont également sortis des ateliers des préparations pour Kia, Chevrolet, Dodge, et Wartburg (uniquement carrosserie) et il a également participé à la réalisation de la Renault Safrane Biturbo (la carrosserie)  
Irmscher propose des véhicules entièrement modifiés mais aussi des accessoires de personnalisation de véhicules : kit carrosserie, jantes, kit moteur, suspension, échappement ...

## Modèles
- Modèles spécifiques
  - 7 qui est une réplique de la Lotus Seven
  - Selectra version raccourcie électrique de la CORSA B

### Ahorn Camp Van 620
En décembre 2022, Irmscher lance une version revue du Renault Master, baptisée Ahorn Camp Van 620. L'extérieur a été en partie modifié pour donner un air plus sportif au van, qui mesure 6,23 m de long. La largeur atteint 2,07 m et la hauteur 2,60 m. L'intérieur est également modifié, avec notamment une petite table ou une kitchenette. Des panneaux solaires[Lequel ?], une douche extérieure ou encore un système domotique sont par ailleurs proposés.